# Johann Ernst Fabri

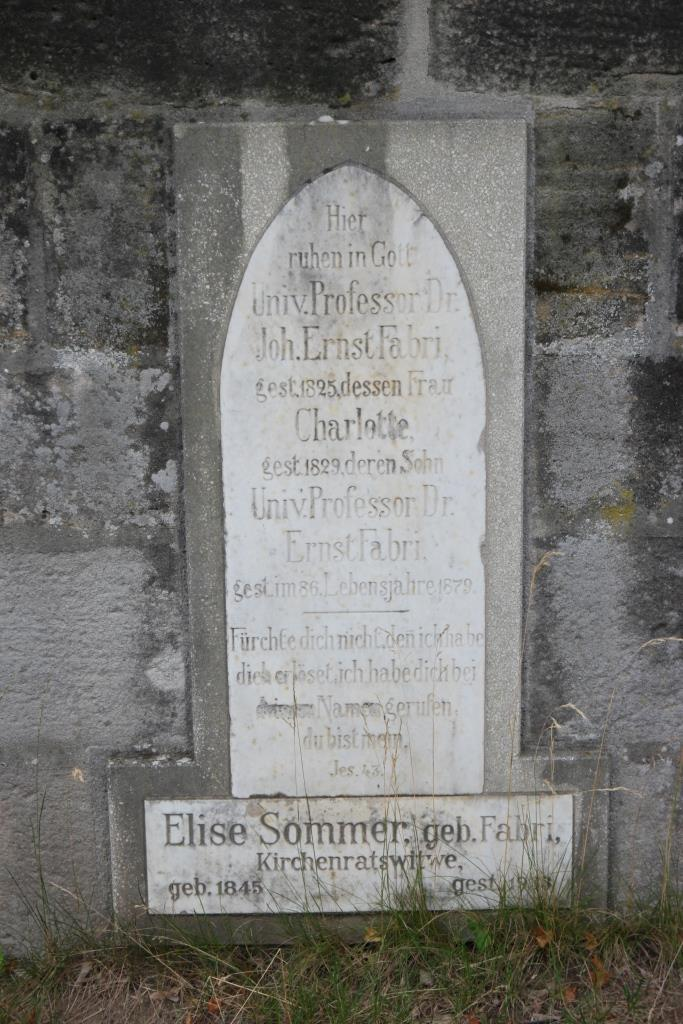
Grab von Johann Ernst Fabri auf dem Neustädter Friedhof in Erlangen

Johann Ernst Fabri (* 16. Juli 1755 in Oels; † 30. Mai 1825 in Erlangen) war ein Schriftsteller, Geograph, Statistiker und Hochschullehrer.

## Leben
Johann Ernst Fabri war ein Sohn Johann Ehregott Fabris, des Prorektors am Oelser Gymnasium bei Breslau. Nachdem er bei seinem Vater Privatunterricht erhalten hatte, nahm er 1776 an der Universität Halle das Studium der Evangelischen Theologie auf, unter anderem bei Johann Salomo Semler, dann wechselte er zur Geschichtswissenschaft, zur Geographie und zur Klassischen Philologie. 1781 wurde er Privatdozent und 1786 außerordentlicher Professor der Geographie und Statistik an der Universität Jena.
1794 wechselte Fabri nach Erlangen. Dort gab er zum einen die Erlanger Realzeitung heraus und leitete deren Redaktion bis 1804. Zum anderen hielt er als Professor „extra facultatem“ (lat.: außerhalb der Fakultät) und ohne Gehalt Vorlesungen über Geographie und Geschichte. 1805 wurde er zum ordentlichen Professor der Philosophie ernannt, allerdings ohne Sitz und Stimme im Senat der Universität. Erst 1815 wurde ihm ein festes Gehalt zugesprochen.
Fabri verfasste zahlreiche, zum Teil vielfach aufgelegte geographische Handbücher und Lehrbücher sowie mehrere Sammelwerke.

## Schriften (Auswahl)
- Geographie für alle Stände. Fünf Bände. Schwickert, Leipzig 1786–1808.
  - Bd. 1. 1786, enthält die Erdbeschreibung, die Geographie Deutschlands und des Österreichischen Reichskreises (Digitalisat der Bayerischen Staatsbibliothek).
  - Bd. 2. 1790: Welcher den Beschluß vom östreichischen Kreise, den schwäbischen und baierischen Kreis, und einige Abschnitte vom fränkischen Kreise enthält (Digitalisat der Bayerischen Staatsbibliothek).
  - Bd. 3. 1791: Welcher den Beschluß vom fränkischen Kreise, und einige Abschnitte vom obersächsischen Kreise enthält (Digitalisat der Bayerischen Staatsbibliothek).
  - Bd. 4. 1793: Welcher die Fortsetzung und den Beschluß vom Obersächsischen Kreise enthält (Digitalisat der Bayerischen Staatsbibliothek).
  - Bd. 5. 1808: Enthaltend den bisherigen niedersächsischen Kreis, nebst Anzeige der bis zum Oktober 1807 in diesem Abschnitte eingetretenen politischen Veränderungen (Digitalisat der Bayerischen Staatsbibliothek).
- Neues geographisches Magazin. Halle, Band 1, 1785/86 (Volltext, Digitalisat), Band 2, 1786 (Digitalisat), Band 3, 1786 (Digitalisat), Band 4, 1787/89 (Digitalisat).
- Beyträge zur Geographie, Geschichte und Staatenkunde. Band 1, Stück 1–3, 1794 (Digitalisat), Band 2, Stück 4–6, 1795/96 (Digitalisat).